# قراول‌خانه (تکاب)
قراولخانه، روستایی از توابع بخش تخت سلیمان شهرستان تکاب در استان آذربایجان غربی ایران است.روستای قراولخانه و معروف به قراولخانه افشار در ارتفاعات بخش تخت سلیمان و دارای جنگل بشدت زیبا و رودخانه در وسط آن جنگل است.در این روستا در هر فصل در باغ ها و درخت ها در خیابان میوه های بومی آن روستا مثل سیب سبز  سیب قرمز  و سیب گلاب و میوه های دیگر هست. این روستا در شب سرد و در روز بخاطر مرتفع بودن خنک هست . در این روستای زیبا مکان زیارتی همچون زیارتگاه چند سید والا مقام وجود دارد و معروفیت خاصی در بین بعضی از مردم دارد.

## جمعیت
این روستا در دهستان چمن قرار دارد و براساس سرشماری مرکز آمار ایران در سال ۱۳۸۵، جمعیت آن ۱۸۱ نفر (۳۹ خانوار) بوده‌است.